# Strapped

Strapped est un téléfilm policier de 1993 réalisé par Forest Whitaker, avec dans les rôles principaux Michael Biehn et Bokeem Woodbine. Il a été diffusé en France sous le titre Meurtres à Brooklyn.

## Synopsis
Dans une banlieue défavorisée, Diquan Mitchell (Bokeem Woodbine) est un homme sans histoires prêt à tout pour améliorer sa vie et celle de sa famille. Quand sa compagne Latisha est arrêtée pour trafic de cocaïne, il risque sa vie en vendant des armes à feu pour faire sortir de prison sa compagne qui est enceinte de lui. Quand le lieutenant Matt McRae (Michael Biehn) lui propose un arrangement pour libérer Latisha en échange d'informations sur des trafiquants d'armes, Diquan découvre que traiter avec la police est bien plus dangereux que de devenir un criminel...

## Fiche technique
- Titre : Strapped
- Genre : Policier
- Origine :  États-Unis
- Durée : 104 minutes

## Distribution
- Michael Biehn : Lieutenant Matt McRae
- Bokeem Woodbine : Diquan Mitchell
- Craig Wasson : Ben
- Paul McCrane : Mitch Corman
- Fredro Starr : Bamboo
- Isaiah Washington : Willie
- Dina Meyer : la livreuse